# Давенпорт (Нью-Йорк)
Давенпорт (англ. Davenport) — місто (англ. town) в США, в окрузі Делавер штату Нью-Йорк. Населення — 2955 осіб (2020).

## Демографія
Згідно з переписом 2010 року, у місті мешкало 2965 осіб у 1235 домогосподарствах у складі 807 родин. Було 1604 помешкання
Расовий склад населення:
| - 97,9 % — білих - 0,6 % — чорних або афроамериканців - 0,5 % — азіатів - 0,1 % — корінних американців |

До двох чи більше рас належало 0,7 %. Частка іспаномовних становила 1,9 % від усіх жителів.
За віковим діапазоном населення розподілялося таким чином: 22,1 % — особи молодші 18 років, 60,5 % — особи у віці 18—64 років, 17,4 % — особи у віці 65 років та старші. Медіана віку мешканця становила 44,0 року. На 100 осіб жіночої статі у місті припадало 94,7 чоловіків;  на 100 жінок у віці від 18 років та старших — 95,3 чоловіків також старших 18 років.
Середній дохід на одне домашнє господарство  становив 61 505 доларів США (медіана — 47 014), а середній дохід на одну сім'ю — 75 183 долари (медіана — 58 375). Медіана доходів становила 41 061 долар для чоловіків та 31 262 долари для жінок. За межею бідності перебувало 12,4 % осіб, у тому числі 17,4 % дітей у віці до 18 років та 7,0 % осіб у віці 65 років та старших.
Цивільне працевлаштоване населення становило 1519 осіб. Основні галузі зайнятості: освіта, охорона здоров'я та соціальна допомога — 37,2 %, роздрібна торгівля — 12,8 %, будівництво — 10,6 %, науковці, спеціалісти, менеджери — 8,7 %.